# 息中朝
息中朝（1947年—），河北阜城崔庙小息庄人，中国人民解放军将领、中国人民解放军武警中将。 中国共产党第十六届、十七届中央委员会候补委员。
2005年，授予中国人民解放军武警中将，曾任武警部队副司令员。